# آزمون دریز
آزمون دریز (به انگلیسی: Draize test)، یک آزمایش التهاب چشم می‌باشد که طی آن اثرات التهابی مواد التهاب زا بر روی چشم خرگوش‌های بی‌حس نشده بررسی می‌شود.

## انتقاد
آزمون دریز، نتایجی را ارائه می‌دهد که برای پیش‌بینی مسمومیت انسانی، غیرقابل استناد هستند. انسان و خرگوش در ساختار پلک و قرنیه و همچنین توان ایجاد اشک متفاوت هستند.

## جایگزین‌ها
یک سلسله از آزمایش‌های برون تن، کم هزینه تر و بسیار قابل اطمینان تر از آزمایش دریز خواهند بود.